# Глаголев, Александр Николаевич (художник)
Алекса́ндр Никола́евич Глаго́лев (1893, Нижний Новгород — 1970-е) — советский художник (график и иллюстратор) и критик.

## Биография
Родился в семье фельдшера и медсестры, окончил Московскую фельдшерскую военную школу. Участвовал в Первой мировой и Гражданской войнах.
Примерно с 1919 года (согласно автобиографии) начал сотрудничать с тверским отделением «Окна сатиры РОСТА» в качестве художника-карикатуриста. Затем в 1920-е годы работал художником-иллюстратором в «Тверской правде» и «Тверской деревне».
В 1928 году по приглашению редактора газеты «Красный Крым» переехал в Симферополь, где возглавил иллюстрационный отдел газеты.
В 1929 году стал одним из основателей и лидеров художественной группы «Изофронт». Предпринимал активные усилия по советизации крымского искусства, поиску «самородков» из народа и идейному воспитанию профессиональных художников. Деятельность Глаголева вызывала критику К. Ф. Богаевского.
Участник выставки «Искусство советского Крыма» в Государственном музее восточных культур (1935).
Принимал участие в Великой Отечественной войне, участвовал в защите Севастополя и освобождении Симферополя.

## Творчество
В своём стиле и манере подачи материала А. Глаголев опирался на ведущих художников-графиков первого десятилетия советской власти. Лаконичная, гротескная манера листов 1920-х годов, в которых новаторство в области шрифта, композиционные коллажи, многоплановость позволяли художнику создавать динамические, звенящие образы, уступают место изобразительности 1930-х гг.
Также был автором памятника «Жертвам Революции» в Комсомольском (ныне Семинарском) сквере Симферополя (уничтожен в годы Великой Отечественной войны).

## Статьи
- Глаголев А. Н. Искусство в Крыму // Искусство. 1935. № 2. С.92-102.